# Sułkowice

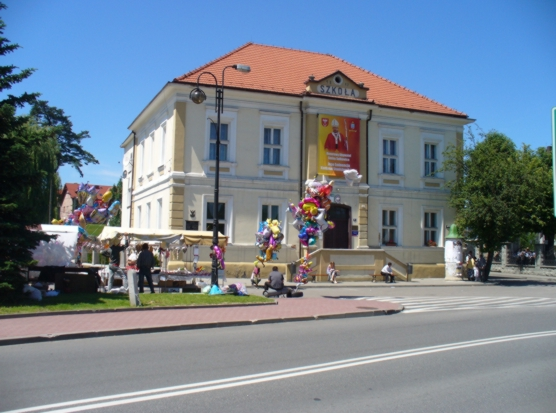

Sułkowice este un oraș în județul Myślenice, Voievodatul Polonia Mică, cu o populație de 6.434 locuitori (2010) în sudul Poloniei.

## Orașe înfrățite cu Sułkowice
Autoritățile din Tuchow cooperează cu orașe din 2 țări
- Franța - Ronchamp
- Italia - Cuveglio-Włochy